# Chagne
Die Chagne ist ein kleiner Gebirgsfluss in Frankreich, der im Département Hautes-Alpes in der Region Provence-Alpes-Côte d’Azur verläuft. Sie entspringt den kleinen See Lac Pra Gela, östlich der Passhöhe des Col de Vars (2108 m), im Gemeindegebiet von Vars, knapp an der Grenze zur Gemeinde Saint-Paul-sur-Ubaye im benachbarten Département Alpes-de-Haute-Provence. Die Chagne entwässert generell in nordwestlicher Richtung durch die Landschaft des Embrunais und mündet nach rund 18 Kilometern im Gemeindegebiet von Guillestre als linker Nebenfluss in den Guil.

## Orte am Fluss
- Les Claux, Gemeinde Vars
- Sainte-Marie, Gemeinde Vars
- Sainte-Catherine, Gemeinde Vars
- Saint-Marcellin, Gemeinde Vars
- Vars
- Risoul
- Guillestre